# Пеньяфлор-де-Орніха
Пеньяфлор-де-Орніха (ісп. Peñaflor de Hornija) — муніципалітет в Іспанії, у складі автономної спільноти Кастилія-і-Леон, у провінції Вальядолід. Населення — 350 осіб (2010).
Муніципалітет розташований на відстані близько 180 км на північний захід від Мадрида, 22 км на захід від Вальядоліда.

## Демографія
Динаміка населення (INE ):